# Daphnopsis racemosa
Daphnopsis racemosa är en tibastväxtart som beskrevs av August Heinrich Rudolf Grisebach. Daphnopsis racemosa ingår i släktet Daphnopsis och familjen tibastväxter. Inga underarter finns listade i Catalogue of Life.

## Bildgalleri

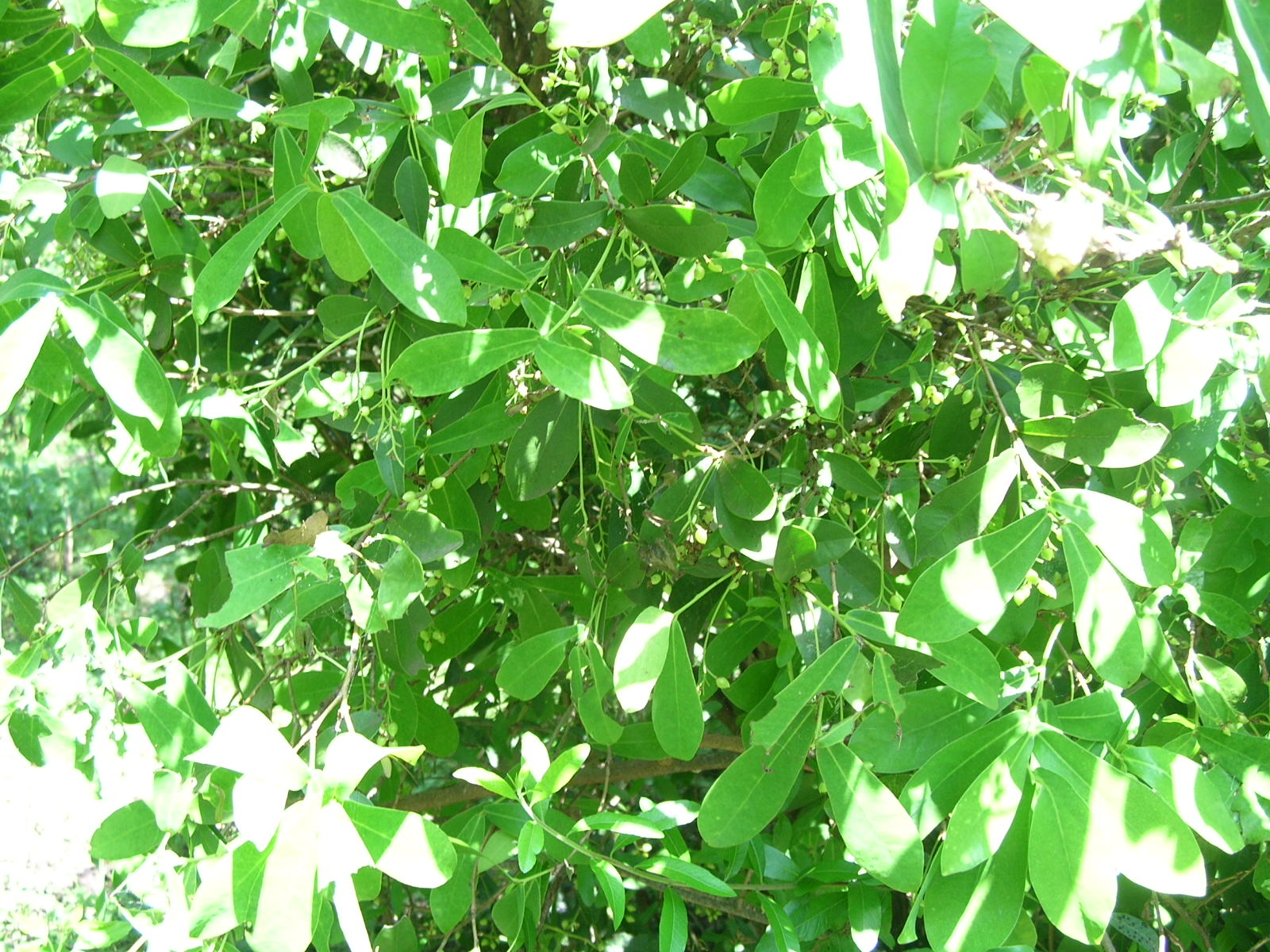
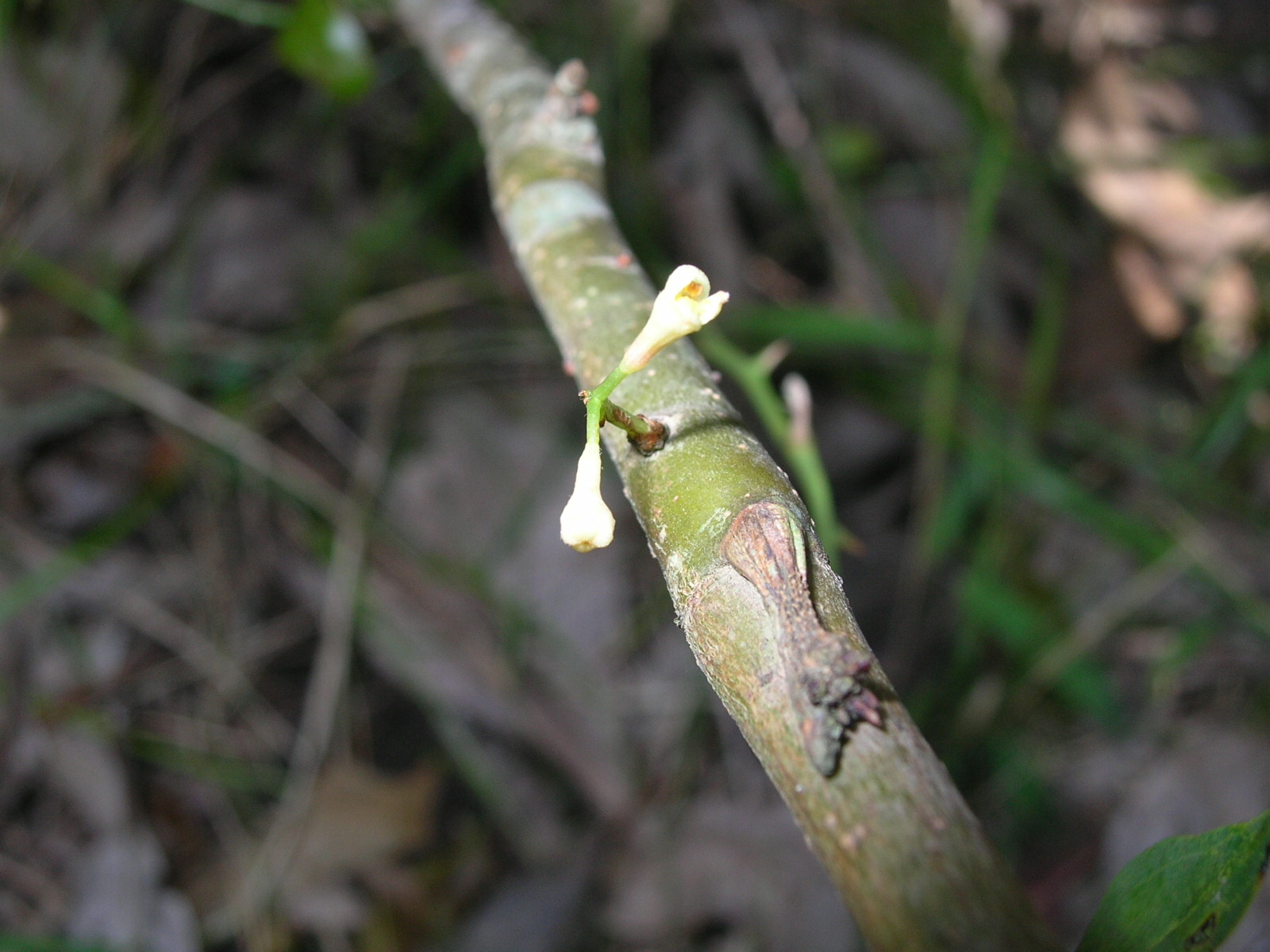
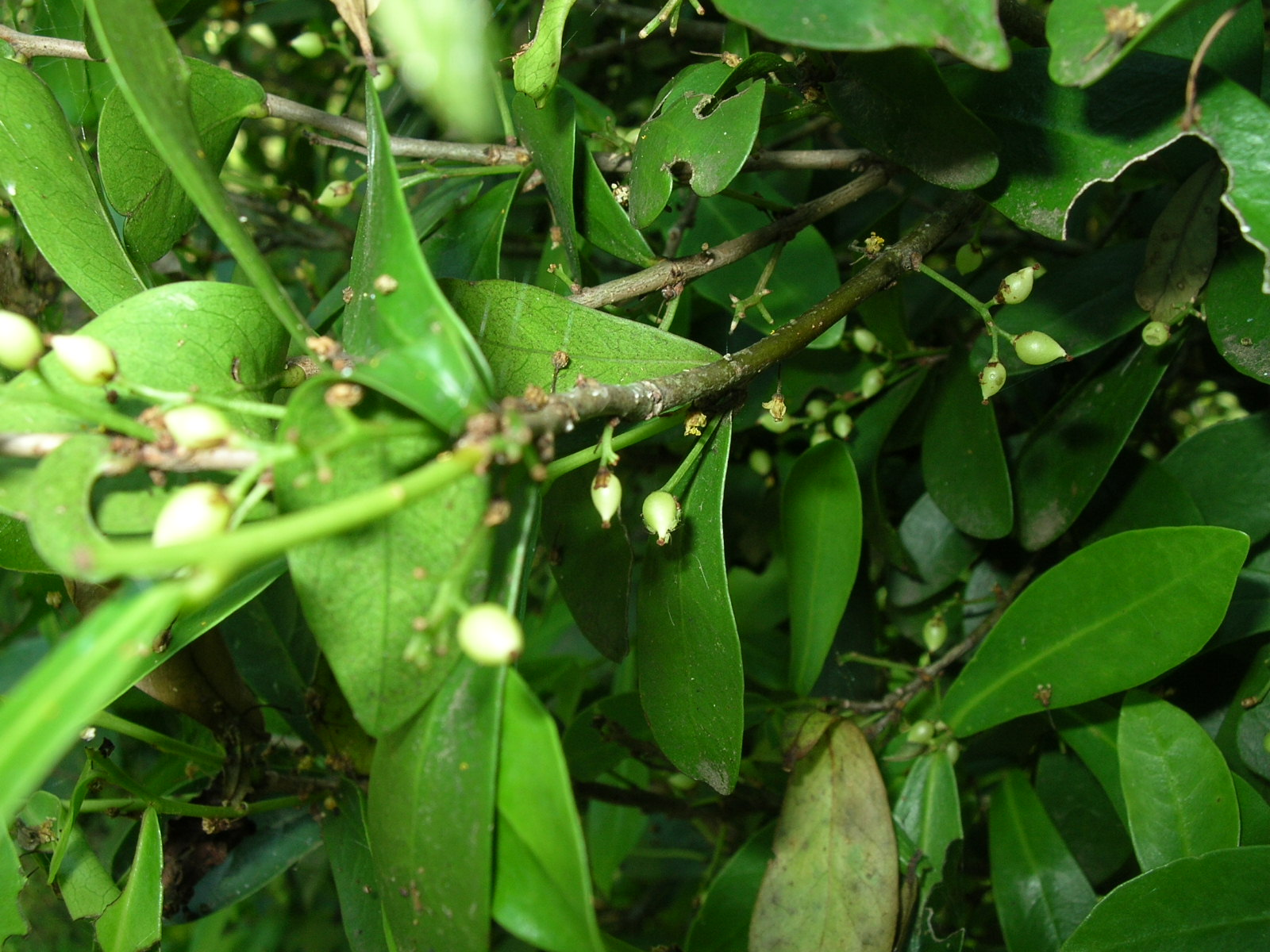
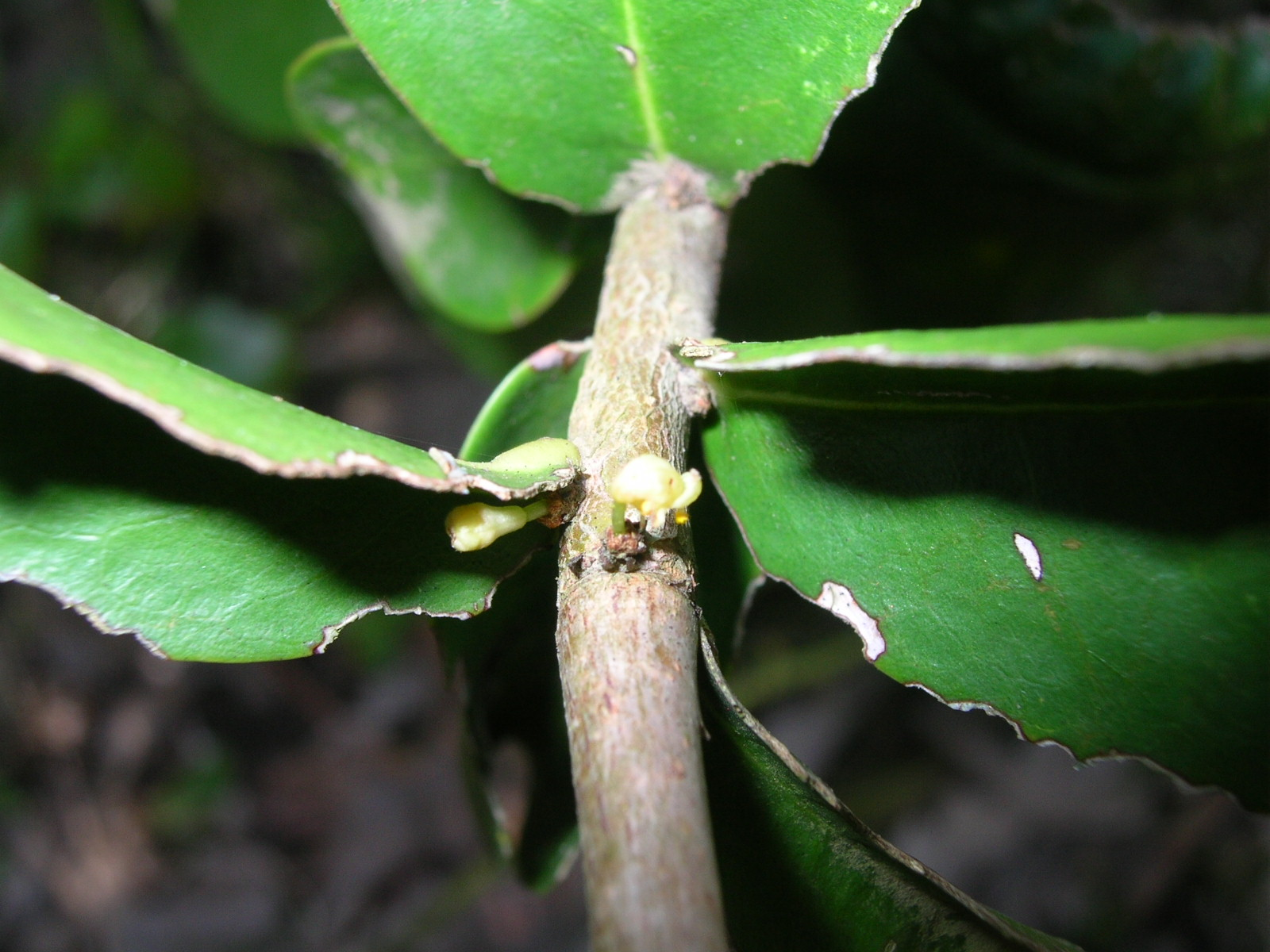
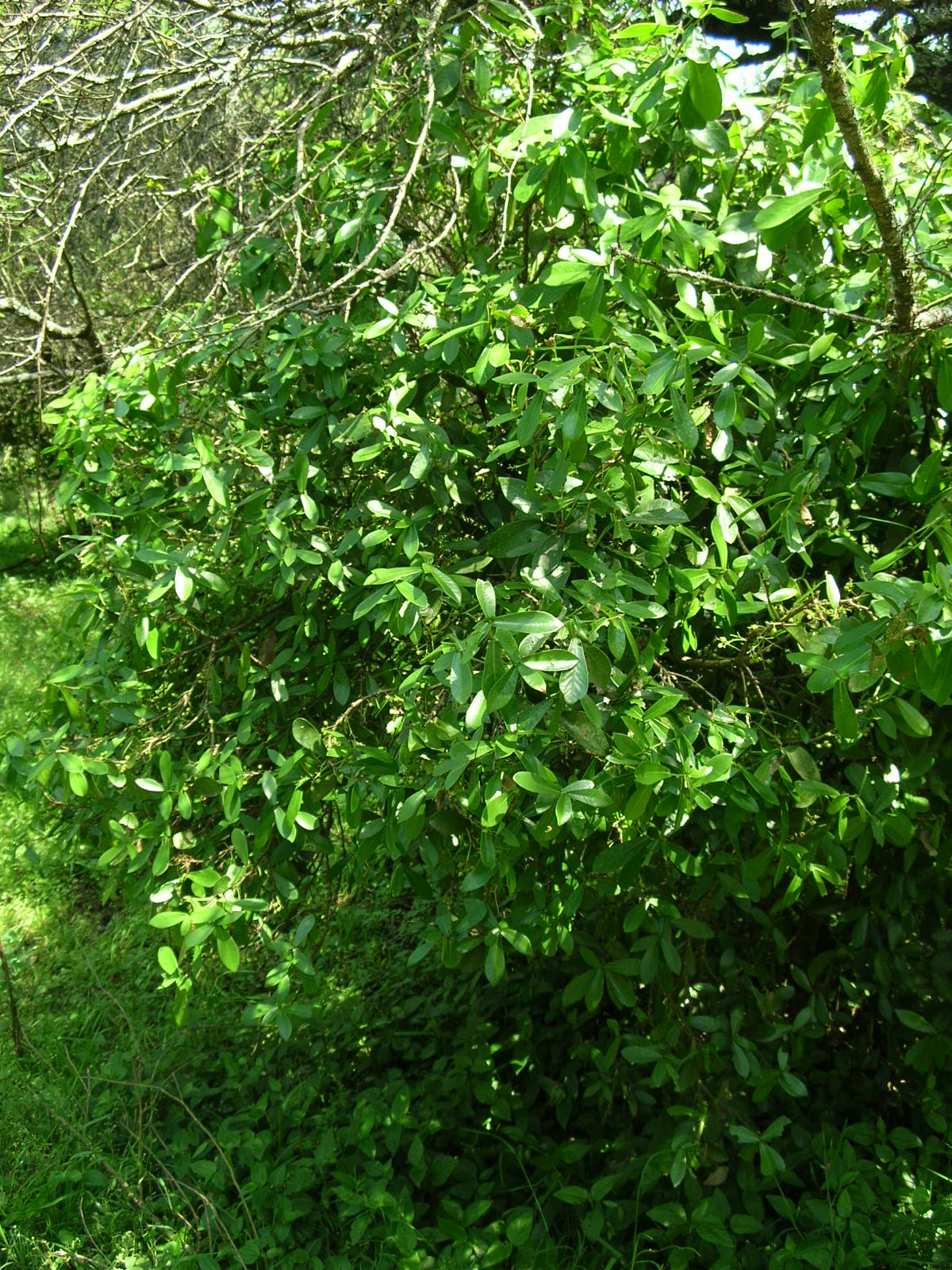
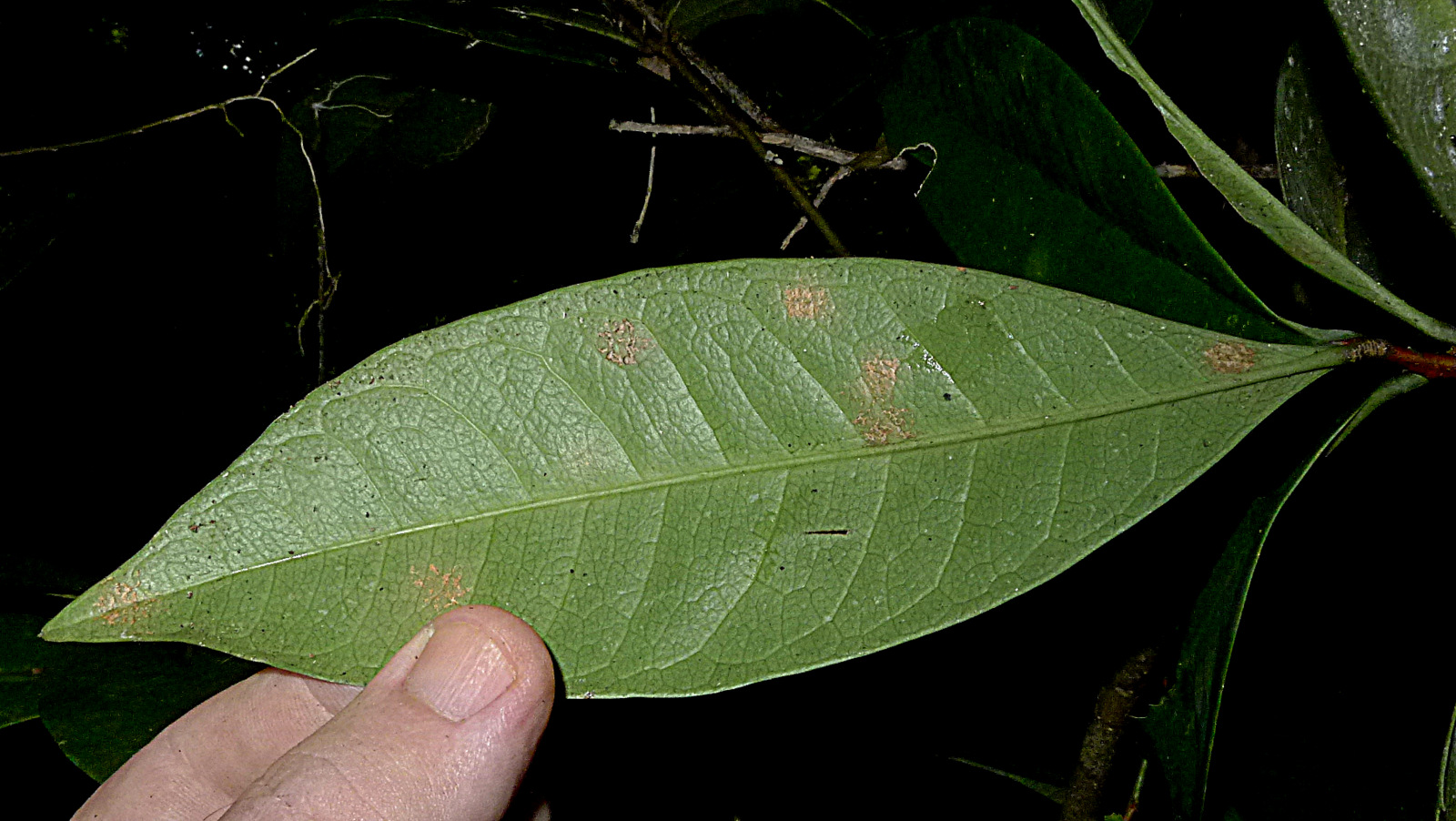